# Maria Szwarnowiecka
Maria Szwarnowiecka (ur. 28 lipca 1941 w Szerzynach) – polska rolniczka, poseł na Sejm PRL VI i VII kadencji.

## Życiorys
W 1961 została absolwentką Technikum Rachunkowości Rolnej ze specjalnością technik rachunkowości rolnej. Odbyła staż pracy w Inspektoracie PGR w Drawsku Pomorskim, po którego ukończeniu pracowała jako starsza księgowa w PGR Zagóry. Po śmierci ojca wróciła do województwa tarnowskiego, prowadząc tam gospodarstwo rolne. Była tam również agronomem gromadzkim. W 1964 wyjechała do Pszczyny, gdzie pracowała w prezydium Powiatowej Rady Narodowej. Od 1967 zatrudniona była w Rolniczej Spółdzielni Produkcyjnej w Rudołtowicach jako kierownik produkcji rolnej.
W 1966 wstąpiła do Zjednoczonego Stronnictwa Ludowego, gdzie zasiadała w prezydium Powiatowego Komitetu oraz w plenum Wojewódzkiego Komitetu w Katowicach i jego prezydium. W 1972 i 1976 uzyskiwała mandat posła na Sejm PRL w okręgu Rybnik i Tychy. Przez dwie kadencje zasiadała w Komisji Rolnictwa i Przemysłu Spożywczego, a w VII ponadto w Komisji Prac Ustawodawczych.

## Odznaczenia
- Srebrny Krzyż Zasługi
- Medal 30-lecia Polski Ludowej